# Passioni violente
Passioni violente (Voyager)  è un film del 1991 diretto da Volker Schlöndorff.
Pellicola con protagonisti Sam Shepard, Julie Delpy, e Barbara Sukowa, adattata dallo sceneggiatore Rudy Wurlitzer sulla base del romanzo del 1957 Homo Faber dello scrittore svizzero Max Frisch. Il film racconta di un ingegnere affermato che viaggia tra l'Europa e l'America la cui visione del mondo basata sulla logica e sul calcolo delle probabilità; la tecnologia è messa alla prova dal destino e da una serie di incredibili coincidenze.